# تيتسو تاكاهاشي
تيتسو تاكاهاشي (باليابانية: 高橋 哲) (22 أغسطس 1979 في أكيتا في اليابان – )؛ هو لاعب كرة قدم سابق كان يلعب كحارس مرمى.